# Christian Zermatten
Pour les articles homonymes, voir Zermatten.
 (juillet 2016).
Si vous disposez d'ouvrages ou d'articles de référence ou si vous connaissez des sites web de qualité traitant du thème abordé ici, merci de compléter l'article en donnant les références utiles à sa vérifiabilité et en les liant à la section « Notes et références ».
Christian Zermatten, né le 21 juin 1966 à Sion, est un entraîneur de football suisse.

## Carrière d'entraîneur
Durant sa carrière il a acquis une expérience dans plusieurs pays du monde.
| Club                    | Poste                       | Pays          | Saison      | Ligue           | Matches |
| ----------------------- | --------------------------- | ------------- | ----------- | --------------- | ------- |
| Perak FA                | Entraîneur                  | Malaisie      | 1993 - 1996 | D2              | 50      |
| FC Sion                 | Entraîneur                  | Suisse        | 1996 - 1997 | Formation / ChL |         |
| Africa Sports           | Entraîneur                  | Côte d'Ivoire | 1999 - 2000 | D1              | 26      |
| Africa Sports           | Entraîneur                  | Côte d'Ivoire | 2000 - 2001 | D1              | 26      |
| Africa Sports           | Entraîneur                  | Côte d'Ivoire | 2001 - 2002 | D1              | 26      |
| MO Constantine          | Entraîneur                  | Algérie       | 2002 - 2003 | D1              | 19      |
| Stade malien            | Entraîneur                  | Mali          | 2003 - 2004 | D1              | 26      |
| FC Sion                 | Entraîneur                  | Suisse        | 2004 - 2005 | ChL             | 2       |
| FC Fribourg             | Entraîneur                  | Suisse        | 2005 - 2006 | 1er.L           | 17      |
| Stade Nyonnais FC       | Entraîneur                  | Suisse        | 2006 - 2007 | 1er.L           | 33      |
| FC Chiasso              | Entraîneur                  | Suisse        | 2007 - 2007 | ChL             | 4       |
| FC Fribourg             | Entraîneur                  | Suisse        | 2007 - 2008 | 1er.L           | 24      |
| FC Sion                 | Entraîneur                  | Suisse        | 2008 - 2008 | Formation       |         |
| FC Sion                 | Entraîneur adjoint          | Suisse        | 2008 - 2008 | ASL             | 5       |
| FC Sion                 | Entraîneur                  | Suisse        | 2009 - 2009 | ASL             | 7       |
| FC Sion                 | Responsable de la formation | Suisse        | 2009 - 2011 | ASL             |         |
| Avenir sportif de Gabès | Entraîneur                  | Tunisie       | 2011 - 2012 | D1              | 7       |
| USM Annaba              | Entraîneur                  | Algérie       | 2012 - 2013 | D2              | 7       |

Comme entraîneur, il a une licence PRO UEFA[Quoi ?], ainsi que les diplômes A-B-C de l’ASF (3e degré) délivrés par Office fédéral du sport [réf. nécessaire]. Il est aussi instructeur pour la formation des entraineurs de football.

## Palmarès
| Club              | Pays          | Saison | Palmarès                               |
| ----------------- | ------------- | ------ | -------------------------------------- |
| Africa Sports     | Côte d'Ivoire | 2001   | Demi-finaliste de la coupe CAF         |
| Africa Sports     | Côte d'Ivoire | 2002   | Vainqueur de la Coupe de Côte d’Ivoire |
| MO Constantine    | Algérie       | 2003   | Demi-finaliste de la Coupe d’Algérie   |
| Stade Nyonnais FC | Suisse        | 2007   | Finaliste du championnat de 1er Ligue  |